# Daniel Prodan
Daniel Claudiu Prodan, född 23 mars 1972 i Satu Mare i Rumänien, död 16 november 2016 i Voluntari i Ilfov, var en rumänsk fotbollstränare och professionell fotbollsspelare som spelade som mittback för fotbollsklubbarna Olimpia Satu Mare, Steaua București, Atlético Madrid, Rocar București, Național București och Messina mellan 1991 och 2003. Prodan vann fem raka ligamästerksap med Steaua București (1992-1993, 1993-1994, 1994-1995, 1995-1996 och 1996-1997). Han spelade också 54 landslagsmatcher för det rumänska fotbollslandslaget mellan 1993 och 2001.
Prodan ledde det rumänska U21-landslaget 2006.